# Wait in the Truck
Wait in the Truck (englisch für Warte im Wagen; stilisiert als wait in the truck) ist ein Lied des US-amerikanischen Country-/Rock-Sängers Hardy in Kooperation mit der US-amerikanischen Country-Sängerin Lainey Wilson. Es erschien am 29. August 2022 als zweite Single seines zweiten Studioalbums The Mockingbird & The Crow.

## Inhalt
Wait in the Truck ist ein Countrylied, das von Hardy (bürgerlich Michael Wilson Hardy), Hunter Phelps, Jordan Schmidt und Renee Blair geschrieben wurde. Der Text ist in englischer Sprache verfasst. Wait in the Truck ist 4:38 Minuten lang, wurde in der Tonart Fis-Dur geschrieben und weist ein Tempo von 140 BPM auf. Produziert wurde das Lied von Joey Moi. Aufgenommen wurde das Lied in den Ocean Way Studios und den Blackbird Studios in Nashville. und dem The Village Studios in Los Angeles. Die Gitarren wurden von Derek Walls und Ilya Toshinsky eingespielt, während Jerry Roe das Schlagzeug, Jimmie Lee Sloas den Bass und Dave Cohen das Keyboard spielten. Darüber hinaus ist noch ein Gospelchor zu hören. Das Lied ist ein Moritat zum Thema häusliche Gewalt. Es geht um einen Mann, der einer fremden Frau hilft, die von ihrem Partner misshandelt wurde. Beide fahren zum Haus des Täters. Als dieser zu seinem Gewehr greifen will, wird er von dem Protagonisten erschossen. Der Protagonist wird zu einer mehrjährigen Haftstrafe verurteilt.

## Entstehungsgeschichte
Hardy und Hunter Phelps saßen eines Tages zusammen und überlegten sich, was sie tun würden, wenn jemand eine ihrer Verlobten angreifen würde. Daraufhin erwähnte Hardy, dass er sie bitten würde, ihn zum Haus des Angreifers zu führen und sie dann im Wagen warten sollte. Hardy und Phelps lachten zunächst darüber, stellten aber fest, dass Wait in the Truck ein guter Songtitel wäre. Im März 2021 nahmen Hardy und Hunter Phelps im Heimstudio von Jordan Schmidt eine Demoversion des Liedes auf, bei der Phelps Verlobte Renee Blair den Gesang aufnahm.
Lainey Wilson sagte über das Lied, dass über das Thema häusliche Gewalt nur wenig gesprochen wird und dass es oft hinter verschlossenen Türen passiert. Das Lied wird ihrer Meinung nach Unterhaltungen starten, die viele Menschen nicht führen wollen. Es wäre aber der Job von Künstlern über Dinge zu singen, von denen viele Menschen Angst haben, über sie zu sprechen. Sie hofft, dass das Lied die Täter verfolgen wird und den Opfern zeigt, dass sie nicht alleine sind. Die Livepremiere des Liedes erfolgte am 3. September 2022 beim von Dierks Bentley veranstalteten Seven Peaks Music Festival. Am 9. November 2022 führten beide das Lied bei den Country Music Association Awards in Nashville auf. Am 25. Januar 2023 sagen beide das Lied in der The Tonight Show Starring Jimmy Fallon.

## Musikvideo
Für das Lied wurde in Carthage im Bundesstaat Tennessee ein Musikvideo gedreht, bei dem Justin Clough Regie führte, und das von Taylor Vermillion und Ben Skipworth produziert wurde. Hardy spielt den Protagonisten, während die gepeinigte Frau von Lainey Wilson gespielt wird. Das Video erzählt die Geschichte des Liedes und beginnt in einem Gefängnis, wo Hardy zum Besuchsraum geführt wird. Es folgt eine Rückblende, wo gezeigt wird, wie Hardy im strömenden Regen auf die Frau trifft. Er fährt mit ihr zu ihrem Peiniger. Hardy steigt aus dem Wagen und sagt zu ihr, dass sie im Wagen warten soll. Hardy tritt die Tür ein, nachdem sein Türklopfen unbeantwortet bleibt. Als der Peiniger zu seinem Gewehr greifen will, wird er von Hardy erschossen. Daraufhin kehrt er zu seinem Wagen zurück und wartet auf die Polizei. Es folgt eine Szene vor Gericht, wo Hardy zu einer Freiheitsstrafe verurteilt wird. Nachdem er 60 Monate Haft verbüßt hat, bekommt Hardy Besuch von der Frau, die sich bei ihm bedankt. Die Frau verlässt das Gefängnis, während Hardy in seine Zelle zurückkehrt.

## Rezeption

### Rezensionen
Matt Bailey vom Onlinemagazin The Music Universe beschrieb Wait in the Truck als den „Todesstoß zum Bro-Country, den wir alle brauchten“. Wenn Hardy und Lainey Wilson „darüber singen können, einen Drecksack zu töten, der seine Frau schlägt, brauchen wir keine Songs mehr über Mädchen in engen Jeans, die in der Provinz an einem Wet-T-Shirt-Contest teilnehmen“. Chad Carlson vom Today’s Country Magazine hob hervor, dass das Lied „eine Geschichte erzählt“, was „im modernen Country eine Rarität wurde“. Das Lied bringt den Hörer zum Nachdenken, dazu etwas zu fühlen und bleibt beim Hörer, auch wenn das Lied schon lange vorbei ist.

### Musikpreise
Bei den CMT Music Awards 2023 wurde das Musikvideo von Wait in the Truck in der Kategorie Collaborative Video of the Year ausgezeichnet. Darüber hinaus erhielt das Video eine Nominierung in der Kategorie Video of the Year, der Preis ging jedoch an Kane Brown & Katelyn Brown. Bei den Academy of Country Music Awards 2023 erhielt das Lied die Preise in den Kategorien Music Event of the Year und Visual Media of the Year. Darüber hinaus wurde der Titel in der Kategorie Song of the Year nominiert, der Preis ging jedoch an Cole Swindell für She Had Me at Heads Carolina. Bei den People’s Choice Country Awards wurde Wait in the Truck in der Kategorie The Music Video of 2023 ausgezeichnet. Bei den Country Music Association Awards 2023 wurde das Lied in den Kategorien Musical Event of the Year und Music Video of the Year ausgezeichnet.

## Kommerzieller Erfolg

### Chartplatzierungen
| ChartsChartplatzierungen               | Höchstplatzierung | Wochen |
| -------------------------------------- | ----------------- | ------ |
| Vereinigte Staaten (Billboard)         | 23 (34 Wo.)       | 34     |
| Vereinigte Staaten (Billboard Country) | 7 (15 Wo.)        | 15     |

| ChartsJahrescharts (2023)              | Platzierung |
| -------------------------------------- | ----------- |
| Vereinigte Staaten (Billboard)         | 54          |
| Vereinigte Staaten (Billboard Country) | 14          |

### Auszeichnungen für Musikverkäufe
| Land/Region               | Auszeichnungen für Musikverkäufe (Land/Region, Auszeichnung, Verkäufe) | Verkäufe  |
| ------------------------- | ---------------------------------------------------------------------- | --------- |
| Vereinigte Staaten (RIAA) | 3× Platin                                                              | 3.000.000 |
| Insgesamt                 | 3× Platin ·                                                            | 3.000.000 |